# Bór-trioxid
A bór-trioxid (vagy dibór-trioxid) a bór egyik oxidja. Standardállapotban fehér, üvegszerű, szilárd por, összegképlete B2O3. A legnehezebben kristályosodó vegyületek egyike, csak nagyon nehezen kristályosítható hosszú hőkezelés eredményeképpen.
Az amorf bór-trioxid szerkezetét régebben hattagú boroxol gyűrűkkel magyarázták, melyekben alternáló, az oxigénhez 2-es és 3-as koordinációval kapcsolódó bóratomok találhatóak. 

## Előállítása
A bór-trioxid ipari előállítása során bóraxot kezelnek magas hőmérsékleten kénsavval. A reakció eredményeképpen először bórsav keletkezik, mely a magas hőmérséklet hatására lépcsőzetesen dehidratálódik. 750 °C felett az olvadt bór-trioxid réteg elkülönül az alatta található, a reakcióban keletkező nátrium-szulfáttól. Dekantálás után az így előállított oxid 96-97%-os tisztaságú.
Egy másik módszer során ortobórsavat hőkezelnek; ez a módszer a kezdeti lépés és a végső hőmérséklet kivételével megegyezik az előző módszerrel. A maximális hőmérséklet ~300 °C, 170 °C környékén a bórsav először vízvesztéssel metabórsavvá alakul, majd további hevítés hatására bór-trioxid keletkezik. A folyamat során lejátszódó reackiók:
H3BO3 → HBO2 + H2O
2 HBO2 → B2O3 + H2O

## Felhasználása
- Olvadáspontot csökkentő adalékanyag az üvegiparban, üveg- és optikai szálak, valamint boroszilikát üvegek alapanyaga
- Bórvegyületek szintézisénél alapanyag
- Inert réteg a gallium-arzenid egykristály előállításánál
- Szerves szintéziseknél savkatalizátor

## Fordítás
Ez a szócikk részben vagy egészben a Boron trioxide című angol Wikipédia-szócikk ezen változatának fordításán alapul.  Az eredeti cikk szerkesztőit annak laptörténete sorolja fel. Ez a jelzés csupán a megfogalmazás eredetét és a szerzői jogokat jelzi, nem szolgál a cikkben szereplő információk forrásmegjelöléseként.